# San Francisco Earthquake & Fire: April 18, 1906
San Francisco Earthquake & Fire: April 18, 1906 je americký němý film z roku 1906. Film trvá zhruba 13 minut.

## Děj
Film dokumentuje následky zemětřesení v San Franciscu v roce 1906. (Zemětřesení a hlavně následný požár si vyžádaly přes 3000 lidských životů.)